# Assur-nadin-apli
Assur-nadin-apli, il cui significato è  Assur ha dato un erede  in lingua accadica (fl. XIII-XII secolo a.C.), era un figlio di Tukulti-Ninurta I e fu re degli Assiri (1207 - 1204 a.C. oppure 1196 – 1194 a.C.). La datazione presenta due alternative a causa dell'incertezza sulla durata del regno di un monarca successivo, ovvero Ninurta-apal-Ekur.